# Onthophagus quinquedens
Onthophagus quinquedens là một loài bọ cánh cứng trong họ Bọ hung (Scarabaeidae).